# Ioan Mureșan
Ioan Mureșan (* 15. September 1898 in Sanislău, Komitat Sathmar, damals in Österreich-Ungarn; † 1983 in Timișoara, im rumänischen Banat) war Begründer der modernen Chirurgie in Timișoara, Professor und Lehrstuhlinhaber für Chirurgie an der Medizinischen und Pharmazeutischen Universität Victor Babeș und Leiter der Klinik für Chirurgie II in Timișoara.

## Leben und Wirken

### Studium
Ioan Mureșan wurde am 15. September 1898 in Sanislău geboren, besuchte das Lyzeum in Carei bei Satu Mare und machte 1916 das Abitur. Infolge der Kriegswirren konnte er erst 1920 das Medizinstudium an der neu gegründeten Ferdinand I. Universität in Klausenburg aufnehmen, das er 1924 absolvierte. Im März 1925 machte er den Doktor der Medizin mit dem Prädikat „Summa cum laude“.

### Chirurg
Drei Jahre lang wirkte er als Assistenzarzt am Lehrstuhl für Anatomie und anschließend ein Jahrzehnt in der chirurgischen Klinik in Cluj (Klausenburg). 1928 erfolgte der Umzug nach Bukarest, wo er als Hochschullehrer für Chirurgie wirkte. Anfang der dreißiger Jahre unternahm er eine Studienreise durch Europa: Wien, München, Hamburg, Berlin und Paris.
Nach einer zehnjährigen Universitätspraxis wurde Ioan Mureșan Chefarzt an der chirurgischen Abteilung der Begaklinik in Timișoara, wo er am 1. April 1936 die Nachfolge von Aurel Cândea antrat. Als Chefarzt verwirklichte er die klinische und chirurgische Modernisierung und einen Strukturwandel des Krankenhauses. Er stockte die chirurgische Abteilung von 103 auf 130 Betten auf. Funktionell umgestaltet wurden auch die Abteilungen für Hals-Nasen-Ohren-Heilkunde, für Urologie und Radiologie.

### Wissenschaftler
Mit der Gründung der Medizinischen Fakultät in Timișoara am 15. Juli 1945 wurde Ioan Mureșan zum Professor und Lehrstuhlinhaber für Chirurgie ernannt. Gleichzeitig blieb er Leiter der Klinik für Chirurgie II (rumänisch:Clinica de Chirurgie II). Als Arzt, Wissenschaftler und Pädagoge erwarb er sich bleibende Verdienste in der Ausbildung angehender Mediziner. 22 Studentengenerationen betreute er. Besondere Verdienste erzielte er in den Sonderbereichen Schilddrüse, Speiseröhre, Magen- und Darmtrakt, plastische und Unfallchirurgie. 
Ioan Mureșan ist Verfasser der ersten Chirurgielehrbücher in Timișoara, zeichnete 84 wissenschaftliche Arbeiten. Über 30 Fach- und Oberärzte wurden von ihm angeleitet, für die er auch als Doktorvater fungierte.
Ioan Mureșan verstarb 1983 nach einem langen und schweren Leiden im Alter von 85 Jahren in Timișoara. 